# 論盡我阿媽
《論盡我阿媽》（西班牙語：Todo sobre mi madre）是一部1999年的西班牙劇情片，由貝德羅·艾慕杜華執導，西西莉亞·羅夫及瑪莉莎·柏拉迪詩等主演。劇本涉及不少複雜的議題，包括愛滋病、跨性別、宗教信仰及存在主義。
電影取材自艾慕杜華1995年的電影《愛·火·花》，以一名中年的單親媽媽為中心，描述她在兒子死後，為了兒子的遺願而前去找已變性的前夫之故事。

## 演員
- 西西莉亞·羅夫（英语：Cecilia Roth） 飾 曼紐拉（Manuela, 一名護士及單親媽媽。
- 艾羅伊·阿索林（英语：Eloy Azorin） 飾 艾斯德班（Esteban, 曼紐拉之子。
- 瑪莉莎·柏拉迪詩（英语：Marisa Paredes） 飾 嫣迷（Huma Rojo, 一名有煙癮的女演員,妮娜的同事, 迷戀妮娜。
- 安東妮亞·聖胡安（英语：Antonia San Juan） 飾 阿悅（Agrado, 一名跨性別女性性工作者，曼紐拉過去的好友。
- 肯黛拉·珮娜（英语：Candela Peña） 飾 妮娜, 一名女演員，有著不可告人的毒癮。
- 彭妮露·古絲 飾 羅莎修女（Rosa），一名幫助弱勢族群的社工
- 東尼·康鐸（英语：Toni Cantó） 飾 羅拉（Lola）

## 劇情
曼紐拉是一名在馬德里某醫院工作的護士,同時作為一名單親媽媽獨自扶養其兒子艾斯德班長大。艾斯德班夢想成為作家，時常詢問曼紐拉她的人生經歷，但曼紐拉透露不多。
十七歲生日當天，艾斯德班觀摩曼紐拉的器官捐贈課程,隨後母子倆人前去觀賞<<慾望街車>>的演出。
演出後，艾斯德班意圖向演員之一的嫣迷請求簽名，在追趕其計程車時遭來車撞上，送醫不治。
同意捐贈其兒子器官後，曼紐拉因傷痛辭去醫院工作，後為告知艾斯德班生父其死訊而前往故鄉巴賽隆納。
當天晚上，曼紐拉看到阿悅受人襲擊，解救她後兩人團聚。
兩人後結識羅莎修女。羅莎意圖在家中幫曼紐拉找工作不果，在兩人早餐時突然開始乾吐。
嫣迷及妮娜的劇團表演巡迴到巴賽隆納，曼紐拉前去觀賞,陰錯陽差之下幫嫣迷找到毒癮發作的妮娜，而後因此受聘為嫣迷的助理。
羅莎來到曼紐拉處投宿，並告知她身有孕，及揭露孩子生父為羅拉之事。
妮娜毒癮發作，曼紐拉自告奮勇代演。演出順利，但妮娜指控其預謀此事，逼使曼紐拉揭露其劇團過往及喪子之痛。
羅莎診斷出愛滋病陽性。曼紐拉辭去助理工作，轉而舉介阿悅。妮娜再次無法上台，但阿悅順利代演。羅莎告知母親她懷孕之事。臨盆前,羅莎揭露其知道羅拉同為艾斯德班父親之事，並告知曼紐拉她決議將孩子同取名為「艾斯德班」以茲紀念。
羅莎難產，但孩子順利存活;於她的喪禮,羅拉及曼紐拉會面，曼紐拉告知羅拉其喪子之事。曼紐拉同小艾斯德班作為傭人投宿羅莎母親之處，但因受不了刻薄對待決定回到馬德里。
兩年後，由於小艾斯德班並未染上愛滋，曼紐拉同小艾斯德班受專家邀請到巴塞隆納參加一場愛滋病研討會。曼紐拉同嫣迷和阿悅重逢，而嫣迷揭露妮娜後來已婚。

## 外部連結
- 電影取境地點[]，在Google earth上
- 互联网电影数据库（IMDb）上《論盡我阿媽》的资料（英文）
- AllMovie上《論盡我阿媽》的资料（英文）
- 豆瓣电影上《論盡我阿媽》的資料 （简体中文）
- 爛番茄上《論盡我阿媽》的資料（英文）
- Metacritic上《論盡我阿媽》的資料（英文）
- Box Office Mojo上《論盡我阿媽》的資料（英文）

| 奖项与成就                           | 奖项与成就              | 奖项与成就                   |
| ------------------------------------ | ----------------------- | ---------------------------- |
| 前任： · 《一個快樂的傳說》 · 義大利 | 奥斯卡最佳外语片奖 1999 | 繼任： · 《臥虎藏龍》 · 臺灣 |